# FON (przedsiębiorstwo)
FON SE – spółka europejska notowana na Giełdzie Papierów Wartościowych w Warszawie, zajmująca się aktualnie inwestycjami kapitałowymi oraz udzielaniem pożyczek pieniężnych. Przyszłe plany spółki dotyczą zwiększenia działalności w przedmiocie udzielania pożyczek pieniężnych. 
Spółka w 2018 roku uzyskała status spółki europejskiej poprzez połączenie ze swoją zależną spółką z siedzibą w Czechach. W dniu 30 listopada 2018 roku spółka zmieniła adres swojej siedziby na Estonię. Aktualnie siedziba spółka znajduje się Tallinnie.